# نادي تشيلتنهام تاون
نادي تشيلتنهام تاون لكرة القدم (بالإنجليزية: Cheltenham Town F.C.)‏ هو نادي كرة قدم بريطاني تأسس في 1892، يقع مقره الرئيسي في شلتنهام، ويلعب في الدوري الإنجليزي الدرجة الثانية.

## وصلات خارجية
- الموقع الرسمي